# Anotogaster sieboldii
Anotogaster sieboldii oniyanma (オニヤンマ、鬼蜻蜓、馬大頭) là một loài chuồn chuồn lớn bản địa của Nhật Bản. Nó có thể dài đến 95 và 100 mm.

## Hình ảnh

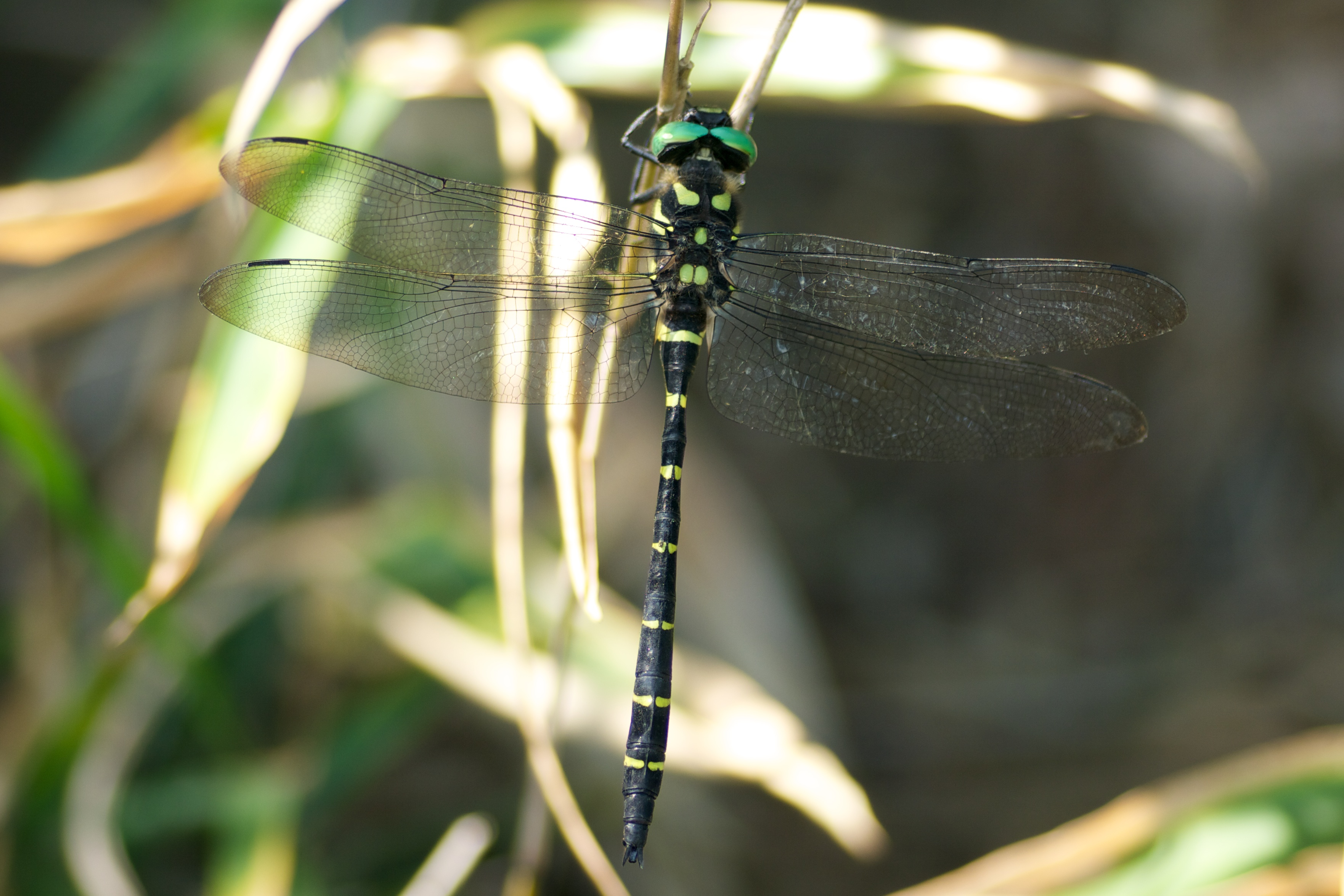
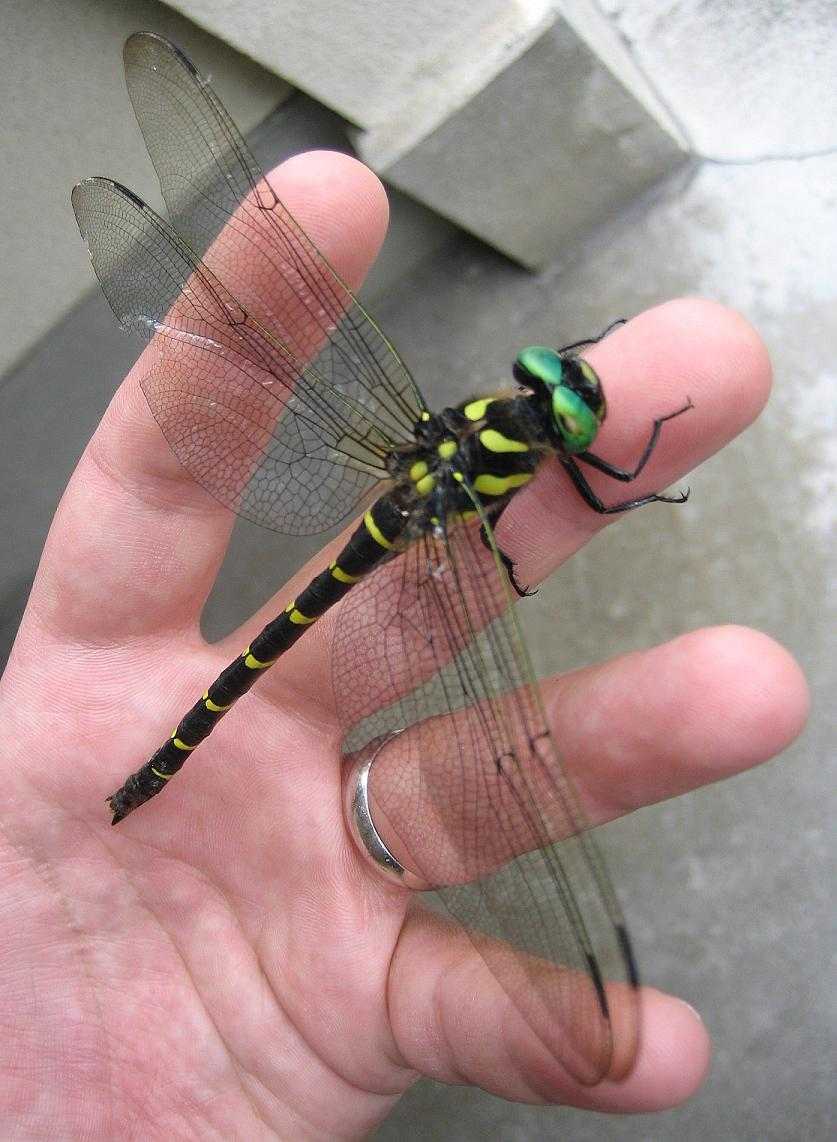
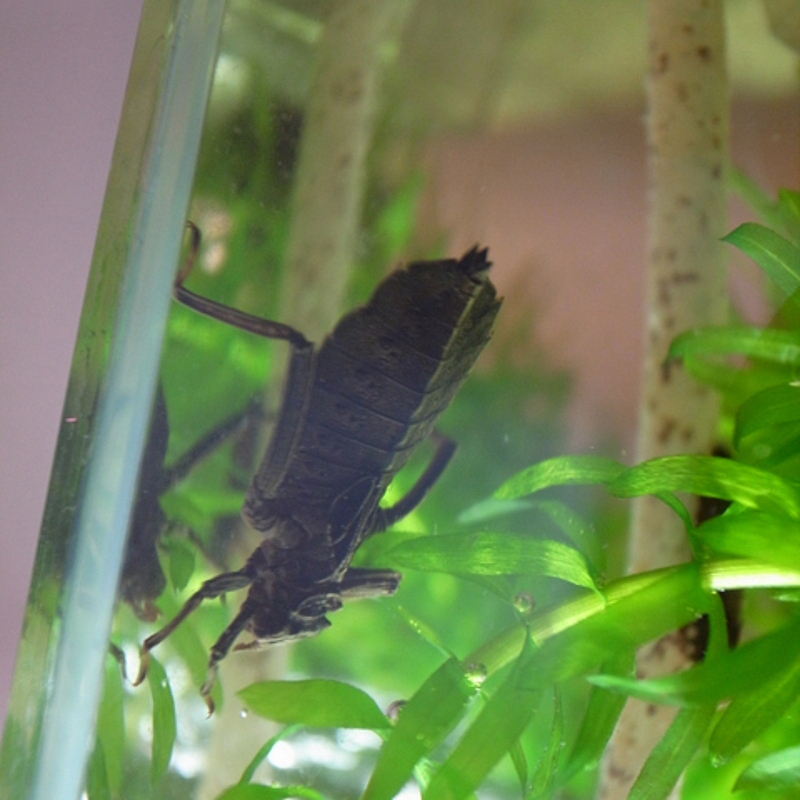
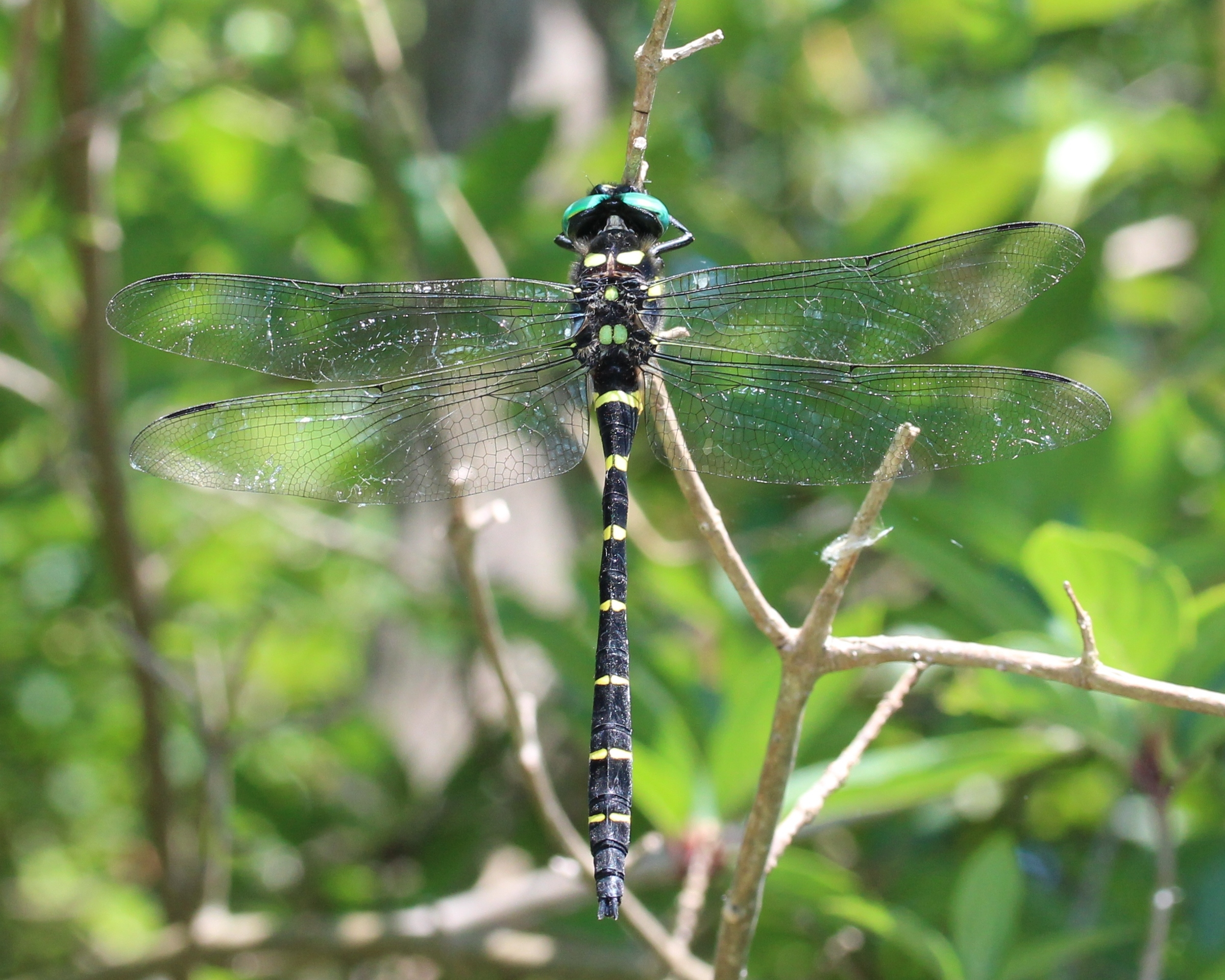